# Aonach Buidhe
Aonach Buidhe är ett berg i Storbritannien. Det ligger i kommunen Highland och riksdelen Skottland, i den nordvästra delen av landet. Toppen på Aonach Buidhe är 899 meter över havet.
Terrängen runt Aonach Buidhe är huvudsakligen kuperad. Den högsta punkten i närheten är An Socach, 1 069 meter över havet, 4,4 km öster om Aonach Buidhe. Trakten runt Aonach Buidhe består i huvudsak av gräsmarker.